# 比里比里水坝
比里比里水坝是印度尼西亚南苏拉威西省戈瓦县的一个水坝，位于望加锡东南30公里，处于杰尼贝朗河上。水坝建设于1991到1998年间，修建目的包括防洪、灌溉、水力发电等。水坝以邻近的比里比里村（Bilibili）为名。

## 建造
1981年时，建造比里比里水坝的计划就被写到杰尼贝朗河综合开发项目中。1991年开始建造，1998年完工。大坝下游的堰及其配套灌溉渠到2005年12月才完工，大坝的水力发电站也在2005年投入使用。这项工程由日本国际协力机构提供资金协作完成。水坝建设有多个目的，包括给30公里外的望加锡市政供水，并保护城市免遭历史上发生过的洪水侵袭。水坝设计可以预防50年内的洪水，来自其库区的储水也可为戈瓦县和塔卡拉尔县共23,786公顷的稻田提供灌溉。水电站装机容量19.25兆瓦，年发电量6,900万度。

## 设计
比里比里水坝是一座1,800米（5,900英尺）长、73米（240英尺）高的堆石坝，库区储水量达375,000,000 m3（1.32×1010 cu ft）。大坝下有三条堰：比里比里（Bili-Bili）、比绍（Bissau）和卡姆皮里（Kampili），用以连接61.2 km（38.0 mi）外的主渠和228.1 km（141.7 mi）外的次渠。三条堰分别可以为2,444公顷、10,795公顷、10,547公顷的农田提供灌溉。

## 问题
自2004年以来，水库沉降一直是个问题。水坝位于容易发生山体滑坡的巴瓦卡朗山（Bawakaraeng）山脚处。2004年3月26日，杰尼贝朗河源头的巴瓦卡朗山发生大规模山体滑坡，2.3亿方土石垮塌，这也促使印尼向日本政府提出了调查协助的要求，以确定滑坡可能对大坝产生的影响。这次山体滑坡也导致杰尼贝朗河上游的村庄遭到毁灭性破坏，32人死亡和失踪。

## 资料来源
1. 1 2   (PDF). PT. Wasa Mitra Engineering: 5.   [2014-07-26]. （原始内容存档 (PDF)于2014-07-27）.
2. ↑   [戈瓦县基础设施地图] (地图). Kementerian Pekerjaan Umum. 2012. （原始内容存档于2017-09-22） （印度尼西亚语）.
3. 1 2   (PDF). Japanese International Cooperation Agency. 2008  [2014-07-26]. （原始内容存档 (PDF)于2013-01-30）.
4. 1 2   (PDF). : 76  [2014-07-25]. （原始内容存档 (PDF)于2015-09-24）.
5. ↑  Andi Hajramurni. . The Jakarta Post. 2010-05-21  [2014-07-25]. （原始内容存档于2014-07-28）.
6. ↑  Yuli Tri Suwami. . The Jakarta Post. 2009-04-02  [2014-07-25]. （原始内容存档于2014-07-28）.
7. 1 2  . www.sabo-int.org.   [2010-06-23]. （原始内容存档于2017-08-12）.
8. ↑  JICA Urgent Survey Group on the Large-Scale Landslide at Mt. Bawakaraeng.  (PDF). Manuscript for the Journal of “SABO”.   [2014-07-25]. （原始内容存档 (PDF)于2015-09-24）.